# 세포분류학
세포분류학(細胞分類學, 영어: cytotaxonomy)은 유사 분열 동안 염색체의 비교 연구를 사용하여 유기체의 분류이다.

## 설명
세포분류학은 유기체를 분류하기 위해 세포 구조의 특성을 사용하는 분류학의 한 분야이다. 세포 분류학에서 유기체의 염색체 구성은 두 유기체 간의 관계를 추론하는 데 가장 널리 사용되는 매개 변수이다. 종 관계의 추론은 밀접하게 관련된 종이 이것들의 염색체 설정(핵형)에서 유사한 특성을 공유한다는 가정을 기반으로 한다. 염색체의 유사점과 차이점을 분석하여 핵형 진화와 종 진화를 재구성할 수 있다.
염색체의 수, 구조 및 행동은 분류학에서 큰 가치가 있으며 염색체 번호는 가장 널리 사용되고 인용되는 문자이다. 염색체 수는 일반적으로 유사분열 중 중기 단계에서 결정된다. 일반적으로 2배체 염색체 번호(2n)는 원래 반수체의 게놈에 있는 염기 번호 또는 염색체 수가 인용되는 배수체 시리즈를 다루지 않는 한 참조된다. 또 다른 유용한 분류학적 특성은 중심체의 위치이다. 감수분열 행동은 반전의 이형접합성을 나타낼 수 있다. 이것은 추가 분류학적 증거를 제공하는 분류군에 대해 일정할 수 있다.
종종 세포학적 증거는 유전체학 및 DNA 기반 계통 발생을 포함한 다른 분석에 의해 동반되고 강화된다.
세포학은 많은 유기체, 특히 영장류와 현화식물의 진화 역사를 추적하는 데 기여했다. 예를 들어, 강조할 가치가 있는 더 많은 연구가 있지만, 핵형 비교는 애기장대와 샤프란(사프란 크로커스)의 진화를 대체로 명확히 했다.

## 같이 보기
- 세포생물학